# Stavka

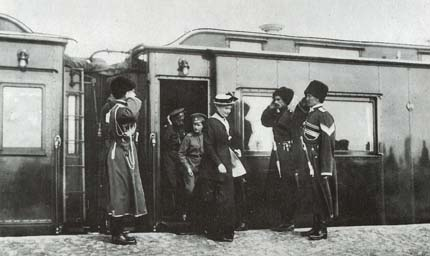
Alexandra Fjodorovna, Tsarevitj Alexej och Nikolaj II av Ryssland anländer till Stavka, maj 1916.

Stavka (ryska: Ставка) kallades ryska försvarsmaktens högkvarter under första världskriget och sovjetiska försvarsmaktens högkvarter under stora fosterländska kriget (andra världskriget).

## Källa
- Service, Robert (2004) (på engelska). Stalin: a biography. London: Macmillan. Libris 9513024. ISBN 0-333-72627-8